# NetBSD
NetBSD是一份自由、安全的具有高度可定制性的类Unix操作系统，适于多种平台，从64位元AMD Athlon服务器和桌面系统到手持设备和嵌入式设备。它设计简洁，代码规范，拥有众多先进特性，使得它在业界和学术界广受好评，用户可以通过完整的源代码获得支持。许多程序都可以很容易地通过NetBSD Packages Collection获得。

## 歷史
NetBSD 如同他的姊妹FreeBSD都是從加州柏克萊大學的4.3BSD via the Networking/2及386BSD為基礎發展。因386BSD开发社区在操作系统开发的节奏与方向上的失败，该计划得以开始。 NetBSD的四位發起人，Chris Demetriou、西奧·德·若特、Adam Glass以及Charles Hannum覺得開放的發展模式會有助於NetBSD計畫的進行。他們的目的在於發展一套跨平台、高品質、以柏克萊軟件套件為基礎的作業系統。
由於網路對於共同發展的重要性，西奧·德·若特建議這個專案的名稱叫做NetBSD，取得其他三位發起人的認同。
NetBSD原始程式碼的版本庫建立於1993年3月21日，並於1993年4月發行了第一個版本，NetBSD 0.8。
同年9月，NetBSD釋出0.9版，包含了許多修正與功能的加強，惟僅限於桌上電腦上運行。
1994年10月，NetBSD釋出1.0版，這個版本是NetBSD一個提供多平台的版本。

## 特性

### 可移植性
作为该项目的口号（“Of course it runs NetBSD”）表明，NetBSD已移植到了大量的32 -和64位体系结构。从VAX小型机Pocket PC掌上电脑，甚至还支持Dreamcast游戏机。从2009年起，NetBSD支持57個硬件平台（横跨15个不同的处理器架构）。NetBSD的发行版比任何单一的GNU / Linux发行版支持更多的平台。这些平台的内核和用户空间都是由中央统一管理的CVS源代码树。目前，不像其他的内核，如μCLinux，NetBSD内核在任何给定的目标架构需要MMU的存在。